# Neuburg am Rhein
Neuburg am Rhein är en kommun och ort i Landkreis Germersheim i förbundslandet Rheinland-Pfalz i Tyskland.
Kommunen ingår i kommunalförbundet Verbandsgemeinde Hagenbach tillsammans med ytterligare tre kommuner.